# پسا-پراگرسیو
پسا-پراگرسیو (به انگلیسی: Post-Progressive) گونه‌ای از موسیقی راک و شاخه ای از پراگرسیو راک است که در نیمه دوم دهه ۱۹۷۰ به وجود آمده است. پسا-پراگرسیو از میانه دهه ۱۹۷۰ به پیشرفت‌های بیشتری نسبت موسیقی آونگارد در موسیقی عامه پسند رسید. پسا-پراگرسیو به ویژه از المان موسیقی فولک و موسیقی مینیمال در موسیقی راک استفاده کرده است. این سبک با پراگرسیو راک-نو متفاوت است زیرا پراگرسیو راک-نو به موسیقی گروه‌های راک در نیمه دوم دهه ۱۹۷۰ می‌گویند، در حالی که پسا-پراگرسیو از سبک‌های دیگر به غیر از پراگ نیز در آهنگ سازی خود نیز سرچشمه می‌گیرد.

## پیوست
1. ↑  (Hegarty و Halliwell 2011): "The term ‘post-progressive’ is designed to distinguish a type of rock music" (Holm-Hudson 2013): post-progressive as a subgenre of progressive rock (see index) (Bruford 2009): post-progressive as a style of music distinct from the neo-progressive movement (Macan 1997): "A number of new bands have cultivated what might be termed a post-progressive style ..."
2. 1 2 3  Hegarty & Halliwell 2011, p. 224.
3. ↑  Bruford 2009, p. 125.
4. ↑  Macan 1997, p. 179.

## کتابشناسی
- Hegarty, Paul; Halliwell, Martin (2011), Beyond and Before: Progressive Rock Since the 1960s, New York: The Continuum International Publishing Group, ISBN 978-0-8264-2332-0
- Martin, Bill (1998), Listening to the Future: The Time of Progressive Rock, Chicago: Open Court, ISBN 0-8126-9368-X